# Malin (Oregon)
Malin é uma cidade localizada no estado norte-americano de Oregon, no Condado de Klamath.

## Demografia
Segundo o censo norte-americano de 2000, a sua população era de 638 habitantes.
Em 2006, foi estimada uma população de 635, um decréscimo de 3 (-0.5%).

## Geografia
De acordo com o United States Census Bureau tem uma área de
0,9 km², dos quais 0,9 km² cobertos por terra e 0,0 km² cobertos por água. Malin localiza-se a aproximadamente 1239 m acima do nível do mar.

## Localidades na vizinhança
O diagrama seguinte representa as localidades num raio de 36 km ao redor de Malin.